# Laura Bloem
Laura Bloem (* 7. November 1989 in Doetinchem) ist eine niederländische Beachvolleyballspielerin.

## Karriere
Bloem begann ihre Karriere in der Halle und spielte als Jugendliche bei Orion Doetinchem. 2010 kam sie als Beachvolleyballerin bei einigen nationalen Turnieren unter die besten Drei. Mit Daniëlle Remmers spielte sie bei den Den Haag Open ihr erstes Turnier der FIVB World Tour und erreichte den 17. Platz. 2011 wurde sie mit Marielle Kloek Fünfte des Satellite-Turniers in Vaduz. Bei den Phuket Open trat sie erstmals mit Roos van der Hoeven an. 2012 spielte das Duo die Brasília Open und einige weitere Turniere der World Tour in China, ohne vordere Platzierungen zu erreichen. Später nahm Bloem mit Merel Mooren an drei Grand Slams teil; dabei war der 25. Platz in Gstaad das beste Ergebnis.
2013 bildete Bloem ein neues Duo mit Rebekka Kadijk. Bloem/Kadijk konnten national einige Top-3-Platzierungen erzielen. Bei der WM 2013 in Stare Jabłonki erreichten Bloem/Kadijk die Hauptrunde, wo sie gegen die topgesetzten Polinnen Kołosińska/Brzostek ausschieden. Von 2014 bis 2017 spielte Bloem mit Marloes Wesselink, seit 2016 vorwiegend auf nationalen Turnieren. 2018 und 2019 spielte Bloem an der Seite von Jolien Sinnema.